# Wythenshawe and Sale East (circonscription du Parlement britannique)
Circonscription parlementaire de la Chambre des communes
La circonscription de Wythenshawe and Sale East est une circonscription parlementaire située dans la ville de Manchester et le borough de Trafford et représentée à la Chambre des communes du Parlement britannique.

## Membre du Parlement
| Élection | Élection                 | Membre       | Parti        |
| -------- | ------------------------ | ------------ | ------------ |
|          | 1997 2001 2005 2010      | Paul Goggins | Travailliste |
|          | 2014 2015 2017 2019 2024 | Mike Kane    | Travailliste |

## Élections

### Élections dans les années 2020
| Parti              | Parti                | Candidat             | Voix   | %    | ±     |
| ------------------ | -------------------- | -------------------- | ------ | ---- | ----- |
|                    | Travailliste         | Mike Kane            | 20,596 | 52,6 | –0.7  |
|                    | Reform UK            | Julie Fousert        | 5,986  | 15,3 | +9.2  |
|                    | Conservateur         | Sarah Beament        | 5,392  | 13,8 | –16.3 |
|                    | Green                | Melanie Earp         | 4,133  | 10,6 | +7.1  |
|                    | Libéral Démocrate    | Simon Lepori         | 1,985  | 5,1  | –1.9  |
|                    | Workers Party        | John Barstow         | 714    | 1,8  | N/A   |
|                    | SDP                  | Hilary Salt          | 326    | 0,8  | N/A   |
| Majorité           | Majorité             | Majorité             | 14,610 | 37,3 | +14.1 |
| Participation      | Participation        | Participation        | 39,132 | 50,3 | –7.9  |
| Registre électeurs | Registre électeurs   | Registre électeurs   | 77,765 |      |       |
|                    | Travailliste retenir | Travailliste retenir | Swing  | –5.0 |       |

### Élections dans les années 2010
| Parti         | Parti                | Candidat             | Voix   | %    | ±    |
| ------------- | -------------------- | -------------------- | ------ | ---- | ---- |
|               | Travailliste         | Mike Kane            | 23,855 | 53,3 | –8.9 |
|               | Conservateur         | Peter Harrop         | 13,459 | 30,1 | +0.5 |
|               | Libéral Démocrate    | Simon Lepori         | 3,111  | 7,0  | +3.7 |
|               | Brexit               | Julie Fousert        | 2,717  | 6,1  | N/A  |
|               | Green                | Robert Nunney        | 1,559  | 3,5  | +2.2 |
|               | Communist League     | Caroline Bellamy     | 58     | 0,1  | N/A  |
| Majorité      | Majorité             | Majorité             | 10,396 | 23,2 | –9.4 |
| Participation | Participation        | Participation        | 44,759 | 58,8 | –1.2 |
|               | Travailliste retenir | Travailliste retenir | Swing  | –4.7 |      |

| Parti         | Parti                | Candidat              | Voix   | %    | ±     |
| ------------- | -------------------- | --------------------- | ------ | ---- | ----- |
|               | Travailliste         | Mike Kane             | 28,525 | 62,2 | +12.1 |
|               | Conservateur         | Fiona Green           | 13,581 | 29,6 | +3.9  |
|               | Libéral Démocrate    | William Jones         | 1,504  | 3,3  | −1.2  |
|               | UKIP                 | Mike Bayley-Sanderson | 1,475  | 3,2  | -11.5 |
|               | Green                | Dan Jerrome           | 576    | 1,3  | −2.6  |
|               | Indépendant          | Luckson Augustine     | 185    | 0,4  | N/A   |
| Majorité      | Majorité             | Majorité              | 14,944 | 32,6 |       |
| Participation | Participation        | Participation         | 45,846 | 60   |       |
|               | Travailliste retenir | Travailliste retenir  | Swing  | +4.1 |       |

| Parti         | Parti                | Candidat             | Voix   | %    | ±     |
| ------------- | -------------------- | -------------------- | ------ | ---- | ----- |
|               | Travailliste         | Mike Kane            | 21,693 | 50,1 | +6.0  |
|               | Conservateur         | Fiona Green          | 11,124 | 25,7 | +0.2  |
|               | UKIP                 | Lee Clayton          | 6,354  | 14,7 | +11.2 |
|               | Libéral Démocrate    | Victor Chamberlain   | 1,927  | 4,5  | −17.9 |
|               | Green                | Jess Mayo            | 1,658  | 3,8  | N/A   |
|               | Monster Raving Loony | Johnny Disco         | 292    | 0,7  | N/A   |
|               | TUSC                 | Lynn Worthington     | 215    | 0,5  | −0.2  |
| Majorité      | Majorité             | Majorité             | 10,569 | 24,4 |       |
| Participation | Participation        | Participation        | 43,263 | 56,9 |       |
|               | Travailliste retenir | Travailliste retenir | Swing  | +3.0 |       |

| Parti         | Parti                | Candidat                   | Voix   | %    | ±     |
| ------------- | -------------------- | -------------------------- | ------ | ---- | ----- |
|               | Travailliste         | Mike Kane                  | 13,261 | 55,3 | +11.2 |
|               | UKIP                 | John Bickley               | 4,301  | 18,0 | +14.5 |
|               | Conservateur         | Daniel Critchlow           | 3,479  | 14,5 | −11   |
|               | Libéral Démocrate    | Mary Di Mauro              | 1,176  | 4,9  | −17   |
|               | Green                | Nigel Woodcock             | 748    | 3,1  | N/A   |
|               | BNP                  | Eddy O'Sullivan            | 708    | 3,0  | −0.9  |
|               | Monster Raving Loony | Captain Chaplington-Smythe | 288    | 1,2  | N/A   |
| Majorité      | Majorité             | Majorité                   | 8,960  | 37,0 |       |
| Participation | Participation        | Participation              | 23,961 | 28,0 | −23   |
|               | Travailliste retenir | Travailliste retenir       | Swing  |      |       |

| Parti         | Parti                | Candidat             | Voix   | %    | ±    |
| ------------- | -------------------- | -------------------- | ------ | ---- | ---- |
|               | Travailliste         | Paul Goggins         | 17,987 | 44,1 | −8.0 |
|               | Conservateur         | Janet Clowes         | 10,412 | 25,6 | +3.3 |
|               | Libéral Démocrate    | Martin Eakins        | 9,107  | 22,3 | +0.9 |
|               | BNP                  | Bernard Todd         | 1,572  | 3,9  | N/A  |
|               | UKIP                 | Christopher Cassidy  | 1,405  | 3,4  | +0.4 |
|               | TUSC                 | Lynn Worthington     | 268    | 0,7  | −0.3 |
| Majorité      | Majorité             | Majorité             | 7,575  | 18,6 |      |
| Participation | Participation        | Participation        | 40,751 | 54,3 | +3.1 |
|               | Travailliste retenir | Travailliste retenir | Swing  | −5.9 |      |

### Élections dans les années 2000
| Parti         | Parti                  | Candidat             | Voix   | %    | ±    |
| ------------- | ---------------------- | -------------------- | ------ | ---- | ---- |
|               | Travailliste           | Paul Goggins         | 18,878 | 52,2 | −7.8 |
|               | Conservateur           | Jane E. P. Meehan    | 8,051  | 22,3 | −1.7 |
|               | Libéral Démocrate      | Alison P. Firth      | 7,766  | 21,5 | +9.2 |
|               | UKIP                   | William H. Ford      | 1,120  | 3,1  | N/A  |
|               | Socialiste Alternative | Lynn Worthington     | 369    | 1,0  | N/A  |
| Majorité      | Majorité               | Majorité             | 10,827 | 29,9 | −6.1 |
| Participation | Participation          | Participation        | 36,184 | 50,4 | +1.8 |
|               | Travailliste retenir   | Travailliste retenir | Swing  | −3.0 |      |

| Parti         | Parti                   | Candidat             | Voix   | %    | ±     |
| ------------- | ----------------------- | -------------------- | ------ | ---- | ----- |
|               | Travailliste            | Paul Goggins         | 21,032 | 60,0 | +1.9  |
|               | Conservateur            | Susan Fildes         | 8,424  | 24,0 | −1.1  |
|               | Libéral Démocrate       | Yasmin Zalzala       | 4,320  | 12,3 | −0.1  |
|               | Green                   | Lance D. Crookes     | 869    | 2,5  | N/A   |
|               | Socialiste Travailliste | Fred B. Shaw         | 410    | 1,2  | −0.9  |
| Majorité      | Majorité                | Majorité             | 12,608 | 36,0 | +3.0  |
| Participation | Participation           | Participation        | 35,055 | 48,6 | −14.6 |
|               | Travailliste retenir    | Travailliste retenir | Swing  | +1.5 |       |

### Élections dans les années 1990
| Parti         | Parti                                  | Candidat          | Voix   | %    | ±     |
| ------------- | -------------------------------------- | ----------------- | ------ | ---- | ----- |
|               | Travailliste                           | Paul Goggins      | 26,448 | 58,1 | +8.6  |
|               | Conservateur                           | Paul Fleming      | 11,429 | 25,1 | −9.8  |
|               | Libéral Démocrate                      | Vanessa M. Tucker | 5,639  | 12,4 | −2.1  |
|               | Référendum                             | Brian Stanyer     | 1,060  | 2,3  | N/A   |
|               | Socialiste Travailliste                | Jim D. Flannery   | 957    | 2,1  | N/A   |
| Majorité      | Majorité                               | Majorité          | 15,019 | 33,0 | +18.4 |
| Participation | Participation                          | Participation     | 45,533 | 63,2 |       |
|               | Travailliste vainqueur (nouveau siège) |                   |        |      |       |